# Nationalpark Slowakischer Karst
Der Nationalpark Slowakischer Karst (slowakisch Národný park Slovenský kras) ist ein slowakischer Nationalpark in der Ost-Mitte des Landes. Er befindet sich im Slowakischen Karst, einem Teil des Slowakischen Erzgebirges im politischen Bezirk Košický kraj.
Der Nationalpark ist bekannt für seine Felsenformationen und zahlreiche Höhlen, Schluchten, Schlünde und weiteren Karstformationen. Gemeinsam mit dem ungarischen Nationalpark Aggtelek (Aggteleker Karst) bedeckt er eines der größten Karstgebiete Mitteleuropas. Einige Höhlen gehören zum UNESCO-Welterbe „Höhlen des Slowakischen Karstes und Aggteleker Karstes“.
Der Sitz der Verwaltung befindet sich in Brzotín.

## Geschichte
Der Vorgänger des Nationalparks wurde schon 1973 gegründet, dabei handelte es sich um ein Landschaftsschutzgebiet (Größe 361,65 km² Kernzone). Am 1. März 1977 wurde das Gebiet zum ersten Biosphärenreservat in der Slowakei erklärt. Per Verordnung der slowakischen Regierung ist das Gebiet seit dem 1. März 2002 ein Nationalpark.

## Geographie

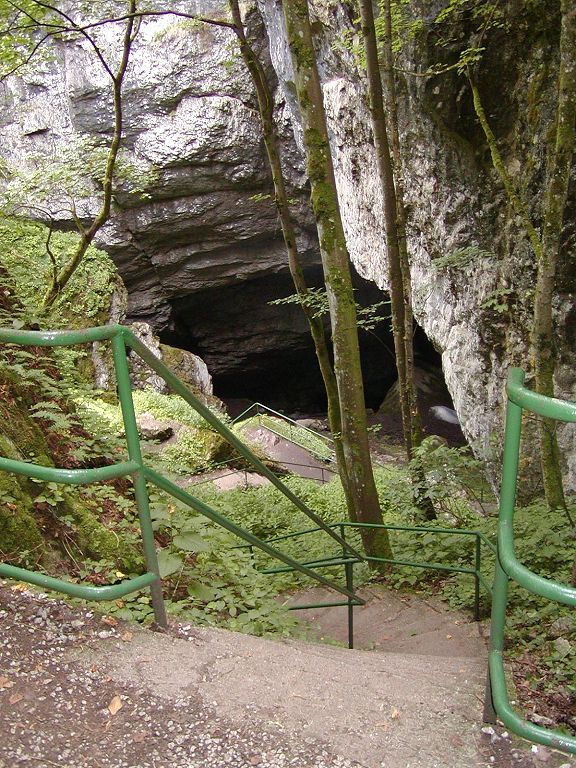
Silická ľadnica

Der Nationalpark liegt im südwestlichen Teil der Ostslowakei im politischen Bezirk Košický kraj (Okresy Rožňava und Košice-okolie), entlang der Grenze zu Ungarn. Kleinere Teile der 117,41 km² großen Schutzzone reichen in den Okres Revúca, der zum Banskobystrický kraj gehört; auf der Ostseite zählt ein kleiner Teil der Košická kotlina zur Schutzzone. Die 346,11 km² große Kernzone bedeckt fast den gesamten Slowakischen Karst und reicht von Plešivec im Westen nach Jasov im Osten. Der Hauptteil befindet sich zwischen den Flüssen Slaná, Turňa und Bodva, über den Pass Jablonovské sedlo. Kleinere Teile der Kernzone befinden sich beiderseits des Unterlaufs des Flusses Štítnik.
Auf dem Gebiet des gesamten Nationalparks sind mehr als 1000 Höhlen bekannt. Das bisher längste und tiefste entdeckte Höhlensystem des Skalistý potok misst etwa 5,8 km und ist 317 m tief. Die Silická ľadnica (Eishöhle von Silica) wird als die tiefstgelegene Eishöhle in der gemäßigten klimatischen Zone bezeichnet, mit dem Eingang auf der Höhe von 503 m n.m. 12 der Höhlen sind seit 1995 Teil des UNESCO-Welterbes. Der Öffentlichkeit zugängliche Höhlen sind: Domica, Gombasecká jaskyňa und Jasovská jaskyňa. Die manchmal erwähnte Ochtinaer Aragonithöhle liegt außerhalb der Nationalpark-Grenzen.
Die bekannteste Schlucht ist die Zádielska tiesňava bei der Gemeinde Zádiel. Sie ist bis zu 300 Meter tief, manchmal nur 10 Meter breit und etwa 2 km lang. Einige tiefe Schlünde sind z. B. die Kunia priepasť („Marder-Schlünde“, −220 m), die Čertova diera („Teufelsloch“, −186 m) oder die Brázda („Furche“, −181 m).
Der höchste Punkt des Nationalparks ist die Matesova skala (925 m n.m.).

## Flora und Fauna
Der Wald bedeckt auch heute noch etwa 80 % des Nationalpark-Gebietes. In den tieferen Lagen wachsen zumeist Eichen und Hainbuchen, auf der südlichen Seite stehen sie auch in höheren Lagen. Auf der Nordseite und höher gelegen wachsen weniger verbreitete Buchen. Selten kommen auch Ahorne und Eschen vor.
Zu den endemischen Pflanzen gehören: Ungarische Lotwurz (Onosma tornensis) oder Hainburger Feder-Nelke (Dianthus praecox subsp. lumnitzeri), weitere seltene Pflanzen sind z. B. Hunds-Zahnlilie oder Grünes Kopfgras.
Wie in anderen Gebirgsgebieten der Slowakei kann man Eurasische Luchse, Braunbären, Wildschweine, Wölfe, Füchse und Dachse treffen. Zahlreiches Gesträuch ist für Singvögel geeignet. Dank dem felsigen Biotop kommen viele Arten der Kriechtiere vor. Durch zahlreiche Höhlen ist das Gebiet für Fledermäuse geeignet, während der Überwinterung kann die Anzahl bis zu 50.000 Exemplare von 24 Arten betragen. Im Nationalpark leben einige in Europa bedrohte Tiere, wie z. B. Kaiseradler, weiter Schlangenadler oder Sakerfalke.

## Besonderer Gebietsschutz
Folgende Gebiete stehen unter besonderem Schutz
- Národné prírodné rezervácie (NPR, Nationale Naturreservate)

| Brzotínske skaly (433,78 ha, seit 1984) Domické škrapy (24,44 ha, 1973) Drieňovec (186,02 ha, 1984) Havrania skala (147,14 ha, 1982) Hrušovská lesostep (40,85 ha, 1954) | Jasovské dubiny (35,1 ha, 1950) Kečovské škrapy (6,61 ha, 1981) Pod Strážnym hrebeňom (96,67 ha, 1966) Turniansky hradný vrch (13,79 ha, 1964) Zádielska tiesňava (214,73 ha, 1986) |

- Národné prírodné pamiatky (NPP, Nationale Naturdenkmale)

| Ardovská jaskyňa (seit 1972) Brázda (1982) Diviačia priepasť (1986) Domica (1972) Drienovská jaskyňa (1996) Gombasecká jaskyňa (1972) Hrušovská jaskyňa (1996) Jasovská jaskyňa (1925) | Krásnohorská jaskyňa (1972) Kunia priepasť (1996) Milada (1972) Obrovská priepasť (1996) Silická ľadnica (1982) Skalistý potok (1996) Snežná diera (1996) Zvonivá jama (1996) |

- Prírodné rezervácie (PR, Naturreservate)

Gerlašské skaly (21,73 ha, seit 1981)
Kráľova studňa (11,21 ha, 1982)
Palanta (86,93 ha, 1966)
Pod Fabiankou (1,22 ha, 1982)
Sokolia skala (11,69 ha, 1981)